# 栗原貞子
栗原 貞子（くりはら さだこ、1913年3月4日 - 2005年3月6日）は、詩人。「生ましめんかな」や「ヒロシマというとき」で知られる。

## 生涯
広島県広島市生まれ。可部高等女学校（現広島県立可部高等学校）在学中の17歳から、短歌・詩を中心に創作活動を始めた。1930年、山本康夫が広島で創刊した歌誌『処女林』（1932年に『真樹』に改題）の同人となる。1945年8月6日（広島市への原子爆弾投下）に爆心地の4キロ北の自宅で被爆。戦後は夫の栗原唯一とともに執筆活動を行い、平和運動に参加し、反戦、反核、反原発、反差別、反天皇制を主張、特に昭和天皇の戦争責任を言及しており、『戦前・戦中派にとって天皇絶対主義の恐怖は母斑のように肉体にしみついている。天皇制は日本人にとっての原罪である。』と述べている。
1990年第3回谷本清平和賞受賞。
2005年3月6日老衰のため広島市内の自宅で死去した。92歳。遺志を継いで護憲の活動をしている栗原真理子は長女。

## 「生ましめんかな」
この詩は原子爆弾が投下された後の夜、地下室に避難していた被爆者の1人が突然産気づき、同じ地下室内に避難していた1人の産婆が、自らの怪我を省みずに無事赤子を取り上げるが、それと引き換えに命を落としたという内容である。栗原は、広島市千田町の貯金支局庁舎の地下室で新しい生命が生まれたという出来事を伝え聞き、感動してこの詩を書きあげた。消えていく命と生まれ出る命を対比的に表現し、原爆を主題とした詩の中で、原爆の悲劇と人間のたくましさ、未来への希望を表現した名作との評価は高く、原爆詩の代表作の1つとされている。現在は広島地方貯金支局の後身機関である日本郵政株式会社中国支社の敷地内にある『郵政関係職員慰霊碑』と共に『生ましめんかな』の歌碑が建てられている。詩の中の産婆は地下室で亡くなるが、史実ではモデルとなった産婆や妊婦･取り上げられた子供は命を取り留め、戦後社会を生きている。

## 「ヒロシマというとき」
原爆を語ることで、日本の戦争責任、侵略の記憶と向き合おうとした詩である。この詩の背景には、1965年のアメリカによる北ベトナム爆撃開始によって激しさを増していたベトナム戦争がある。栗原はベトナム反戦運動（ベ平連）に参加する中で、日本もベトナム戦争の加害者ではないのかという自覚をもつようになる。そうした自覚は、アジア・太平洋戦争における日本の戦争責任について考えることにもつながっていった。広島の原爆投下という歴史的出来事の受け止め方についても立場によって大きな違いがあることを前提とし、その違いを乗り越えることをテーマとしている。

## 著書
- 私は広島を証言する 詩集 詩集刊行の会 1967
- ヒロシマ24年 どきゅめんと 現代の救済 社会新報 1970 (新報新書)
- ヒロシマの原風景を抱いて 未來社 1975
- ヒロシマというとき 三一書房 1976
- 核・天皇・被爆者 三一書房 1978
- 未来はここから始まる ヒロシマ詩集 詩集刊行の会 1979
- 核時代に生きる ヒロシマ・死の中の生 三一書房 1982
- 核時代の童話 反核詩集 詩集刊行の会 1982
- 黒い卵 占領下検閲と反戦・原爆詩歌集 完全版 人文書院 1983
- 栗原貞子詩集 吉田欣一編 土曜美術社 1984 (日本現代詩文庫)
- ヒロシマ 詩と画で語りつぐ反核詩画集 吉野誠画　詩集刊行の会 1985
- 青い光が閃くその前に 反核詩画集 吉野誠画　詩集刊行の会 1986
- 問われるヒロシマ 三一書房 1992
- 栗原貞子全詩篇 土曜美術社出版販売 2005
- 人類が滅びぬ前に　栗原貞子生誕百年記念　広島文学資料保全の会　2014　未発表作品を収録